# Cathédrale Notre-Dame-du-Désert de Francistown
Pour les articles homonymes, voir Cathédrale Notre-Dame.
La cathédrale Notre-Dame-du-Désert, située à Francistown, capitale du district du Nord-Est au Botswana, est le siège de l'évêque du diocèse de Francistown (en).